# Trompeta
La trompeta es un instrumento musical de viento, que pertenece a la familia de los instrumentos de viento metal, fabricado en aleación de metal. El sonido se produce gracias a la vibración de los labios del intérprete en la parte denominada boquilla a partir de la columna del aire (flujo del aire). Comúnmente, suele estar afinada en si ♭ (bemol), es decir, un tono por debajo de la afinación escrita en el pentagrama, aunque también hay trompetas afinadas en fa, en do, en la y en mi, - bemol -.
Al músico que toca la trompeta se le conoce como trompetista o trompeta.

## Mecanismo

Esquema de funcionamiento de un pistón

La trompeta está construida con un tubo, de latón generalmente, doblado en espiral de aproximadamente 180 cm de largo, con diversas válvulas o pistones, que termina en una boca acampanada que recibe el nombre de campana o pabellón. Los dos primeros tercios del tubo son prácticamente cilíndricos, lo que le proporciona un sonido fuerte y brillante, al contrario de lo que ocurre con la corneta y el fliscorno, que poseen un tubo cónico y producen un tono más suave. El otro tercio restante es un tubo cónico, excepto en los últimos 30 cm, en los que el tubo se ensancha para formar la boca en forma de campana. El calibre es una serie compleja de vueltas, más pequeñas en el receptor de boquilla y más grande justo antes del comienzo de la campana. El diseño cuidadoso de estas vueltas es crítico para la entonación de la trompeta.
Como con todos los instrumentos de metal, el sonido es producido por el aire que se sopla a través de los labios cerrados, obteniendo un «zumbido» en la boquilla y comenzando una permanente ola de vibración en la columna de aire en el interior de la trompeta. El trompetista puede seleccionar la ejecución de una gama de matices armónicos o modificando la apertura y tensión del labio ejercida sobre la boquilla (conocida como la embocadura). 
En un principio, su capacidad para producir ondas de sonido, se limitaba a una serie de armónicos sobre la nota fundamental. Sin embargo, con la posterior adaptación del mecanismo del pistón, la trompeta se convirtió en un instrumento cromático. Está provista de tres pistones y en general está afinada en si ♭, do o la. Cuando su afinación es en do no hay necesidad de transportar. En la trompeta en Si ♭ y la trompeta en la, la transposición es básicamente la misma que se utiliza para el clarinete.
La trompeta tiene tres pistones que dirigen el sonido por diferentes partes de la tubería que forma el instrumento y de esta manera alarga o acorta el recorrido del sonido y, por tanto, consigue su afinación cromática. Cada uno de estos pistones aumenta la longitud de los tubos cuando son pulsados, lo que reduce la tonalidad de la nota. El primer pistón, que está conectado a un tubo de largo mediano, reduce la nota de la trompeta en dos semitonos; el segundo pistón, conectado a un tubo de corta longitud, baja la nota un semitono; y el tercer pistón, conectado a un tubo largo, baja la nota tres semitonos. En ocasiones existe un cuarto pistón, como es el caso de la trompeta piccolo, que reduce en 5 semitonos la nota de la trompeta. Mediante la combinación de estos tres (o cuatro) pistones se consigue casi toda la afinación cromática dado que se obtienen hasta ocho longitudes diferentes en el tubo resonador. El sonido se proyecta hacia el exterior por la campana.
De esta forma, la trompeta en si ♭ al apretar el primer pistón (dos semitonos menos), hace que do baje a si ♭, mi a re, y sol a fa. En la tonalidad real baja si ♭ a la ♭, re a do, y fa a mi ♭. Al apretar el segundo pistón (un semitono menos), do baja a si, mi baja a re ♯ (sostenido), y sol a fa ♯. En tonalidad real baja si ♭ a la, re a do ♯, y de fa a mi. Al apretar el tercer pistón (tres semitonos menos), do baja la, mi baja a do ♯, y sol baja a mi. En tonalidad real baja si ♭ a sol, re a si, y fa a re. Al apretar dos pistones a la vez, se suman sus caídas de tonalidad, siendo tres tonos lo máximo que se puede bajar: apretando los tres pistones a la vez: 2 semitonos + 1 semitono + 3 semitonos = 6 semitonos o 3 tonos.

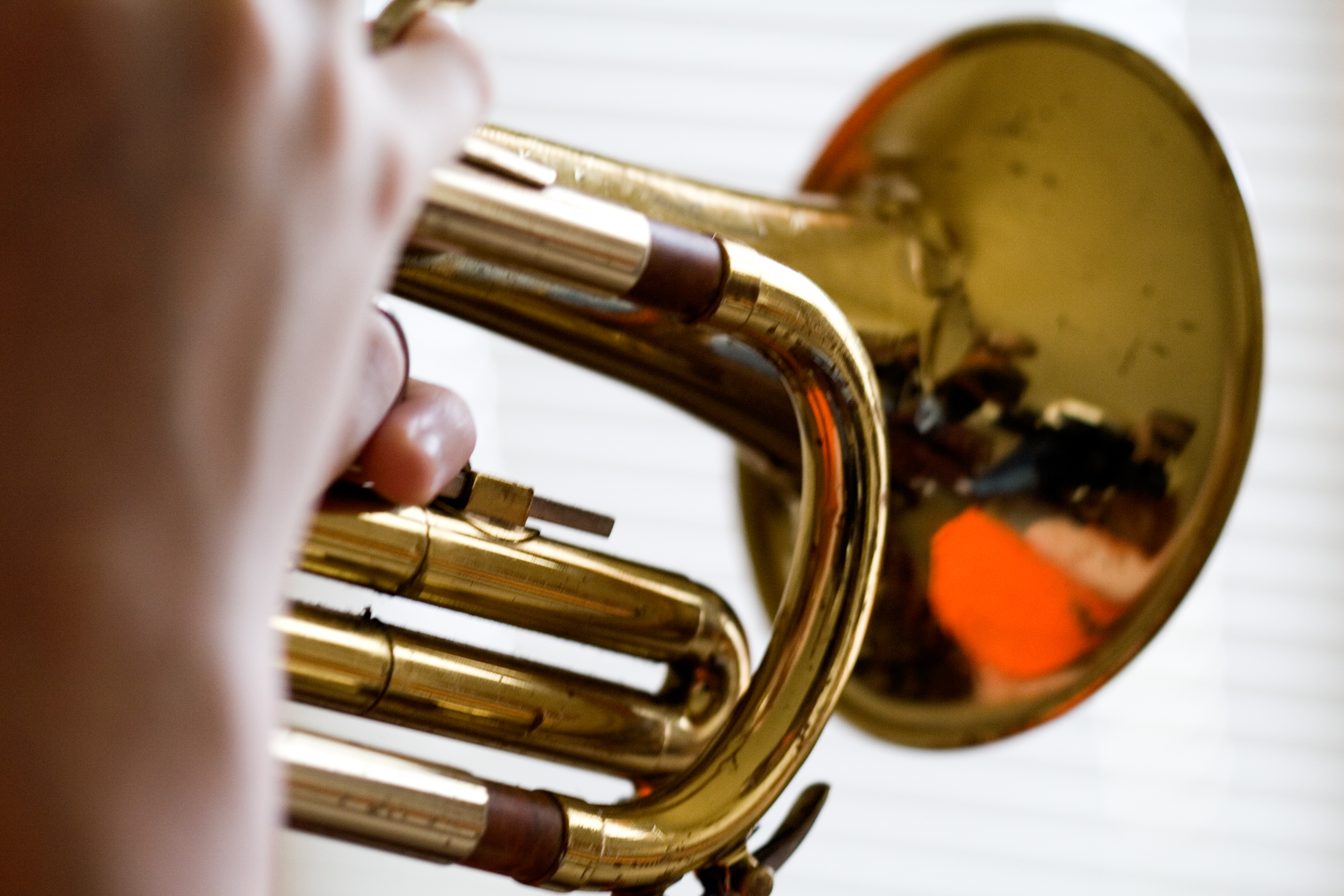
Bomba de afinación

La serie armónica de la trompeta se asemeja a la escala de música, pero hay algunas notas de la serie que son comprometidas por estar ligeramente fuera del rango y se las conoce como tonos de lobo (o wolftone). Algunas trompetas tienen un mecanismo deslizante para compensarlas.
La afinación se suele ver afectada por la temperatura ambiental, por tanto es necesario calentar el instrumento antes de tocar soplando a través de él. Para afinar correctamente la trompeta es necesario ajustar la bomba de afinación hasta conseguir la afinación deseada. La bomba de afinación es el codo metálico que remata la sección central de la trompeta y que queda a la misma altura que la campana. En esta misma ubicación se encuentra la llave de desagüe, utilizada para expulsar el agua que se acumula en el interior de la trompeta como resultado de la condensación del aire en sus tuberías.
La boquilla tiene un borde circular llamado anillo que proporciona un ambiente cómodo para la vibración de los labios. Inmediatamente detrás del anillo está la copa, que canaliza el aire por una apertura mucho menor, el granillo, que disminuye un poco para que coincida con el diámetro de la tubería principal de la trompeta. Las dimensiones de estas partes de la boquilla afectan al timbre o la calidad del sonido y a la facilidad y comodidad de la ejecución. En general, cuanto mayor y más profunda es la copa, más oscuro es el sonido del timbre.

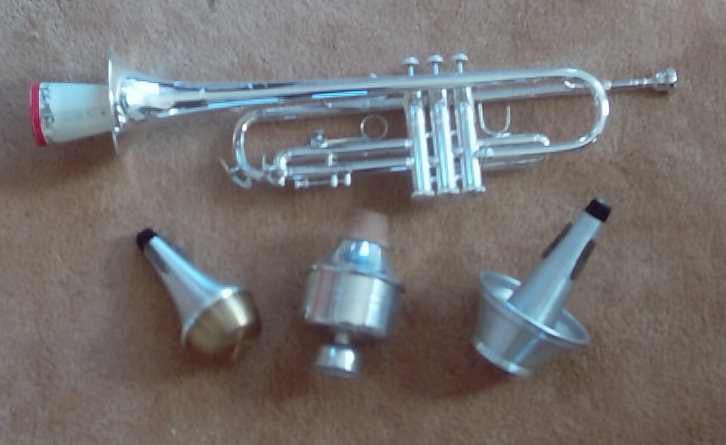
Distintos tipos de sordina para trompeta

La trompeta puede fabricarse en distintos estilos, con modelos para los principiantes, los trompetistas intermedios o para músicos profesionales. En el pasado, se fabricaron trompetas con un número de materiales improbables, incluyendo la madera, la arcilla y la cerámica. También han sido fabricadas completamente de latón, bronce, plata y níquel. La trompeta moderna está fabricada comúnmente de latón y a veces es galvanizado con plata, níquel, oro o cobre. Mide aproximadamente 50 cm.
La sordina es un mecanismo que sirve para cambiar la calidad y atenuar el sonido producido por la trompeta. Tiene forma de pera y encaja perfectamente en la campana del instrumento, aunque existen otros tipos de sordinas que no se acoplan en la campana (como la sordina desatascador). Suelen fabricarse de fibra o metal.
Las sordinas obstruyen los movimientos de las ondas sonoras en los metales, amplifican ciertos armónicos y reducen otros. Los trompetistas han experimentado con diversas formas de sordinas, desde insertar una mano en el pabellón (técnica ortodoxa en algunos metales clásicos) o incluso cubrir la campana con un bombín.

## Tesitura

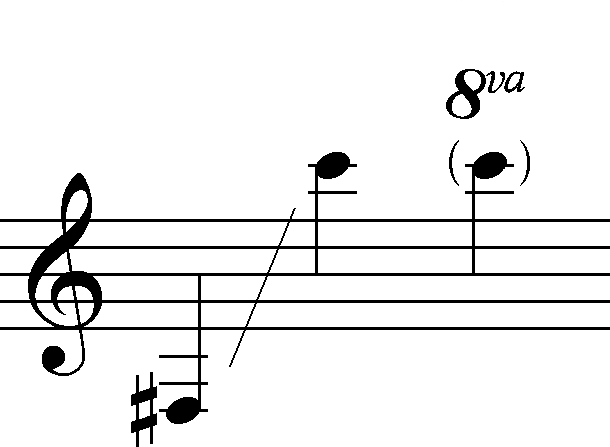
Extensión de una trompeta: fa_{3
} a do_{6}, extendido a un do_{7}.

La tesitura básica de la trompeta tiene una extensión de dos octavas y media, desde fa ♯3 por debajo del do central del piano, incluso en algunas ocasiones desde notas más graves, hasta do6. Aunque en la actualidad el registro aumenta hasta un fa - sol por encima de esta nota aumentando el registro a tres octavas. Por encima de esta nota, la trompeta tiende a emitir un sonido distorsionado, que es muy difícil de dominar. Por lo tanto, existe la recomendación a los compositores que al momento de escribir para estos instrumentos, no pasen los límites arriba mencionados. Esta recomendación es frecuentemente ignorada. Muchos trompetistas se dedican a sobrepasar este régimen (los llamados «agudistas»), y superan con creces estos límites, incluso pudiendo aumentar este registro en más de una octava, y juegan con los tonos agudos o supra-altos, aproximadamente, hasta el tercer do por encima del central; entre ellos se puede mencionar a Arturo Sandoval, instrumentista que llega hasta sol tercer octava.

## Características
La trompeta promedio, sin pistones apretados (es decir: al aire) produce por lo general las notas do, mi y sol en todas sus octavas. No obstante, existen 4 excepciones: en la octava por debajo de la central, sol no se produce al aire, sino apretando el primero y el tercer pistón(pero normalmente se toca sin apretar ningún pistón). En la octava central, el mi no se produce al aire, sino apretando el primer y segundo pistón. En la segunda octava, existe un si ♭ al aire. En la tercera octava, existe re al aire. Estas irregularidades se deben a los armónicos naturales.
En el siguiente cuadro se muestran las distintas notas que se obtienen apretando los distintos pistones:

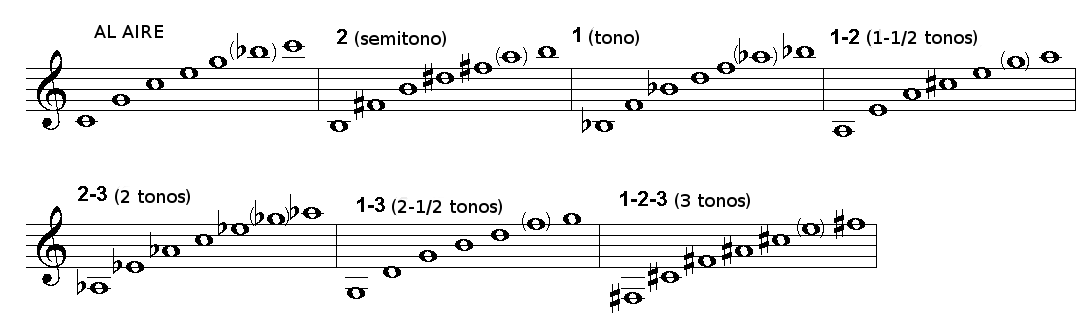
En esta gráfica se muestran las notas que se producen al pulsar cada uno de los pistones. El número sobre cada compás se refiere al número de pistón de la trompeta que debe ser pulsado para emitirlas.

## Historia

### Origen
La historia de la trompeta se remonta a los orígenes de la historia de la humanidad. Casi tan antiguas como la flauta, que se repunta como el instrumento más antiguo, debieron ser la trompeta y la corneta, derivadas del cuerno de buey que aún puede servir como trompa de caza. Por lo tanto, las primeras trompetas fueron fabricadas con cuernos de animales cocidos, cañas de bambú, tubos vegetales ahuecados o conchas de moluscos y eran empleadas por las personas primitivas para diversas cuestiones como eran los entierros, rituales para ahuyentar a los malos espíritus, para la caza o transmitir señales.

### En antiguas civilizaciones

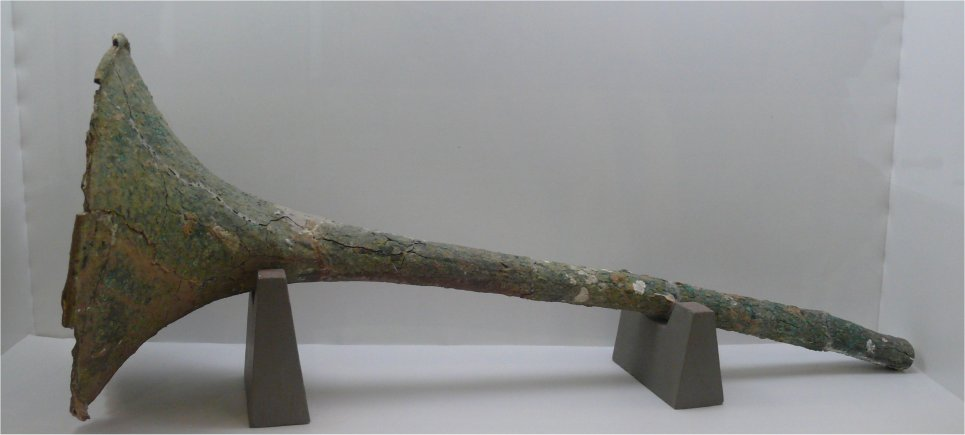
Trompeta persa de la dinastía Aqueménida elaborada en bronce. Se encuentra en el Persépolis (Irán).

Con el descubrimiento de los metales comienza una nueva etapa para los hombres y para el desarrollo de los instrumentos de viento ya que el bronce es un material adecuado para su construcción mejorando su sonoridad y brillantez. Las primitivas trompetas carecían de boquilla y se usaban a modo de altavoz, gritando en su interior para deformar aumentando o distorsionando la voz del ejecutante.
En los pueblos de la antigüedad la trompeta aparece entre sus instrumentos musicales. Los egipcios atribuían su invención al dios Osiris y había sido heredada de los pueblos de Mesopotamia, disponían de diferentes trompetas que utilizan en paradas militares y rituales religiosos. Estos instrumentos recibían el nombre de Sneb y tenían forma cónica y rectos. Se encontraron dos trompetas en la tumba del faraón egipcio Tutankamon, que reinó de 1358 a 1353 a. C. y en las pinturas antiquísimas que las representaban. Dichas trompetas miden respectivamente 50,5 cm y 58 cm de largo, presentando un ancho pabellón, pero sin una embocadura propiamente dicha. La primera de ellas es de bronce y la segunda de plata, lo cual constituyó sin duda una excepción. Dichas trompetas estaban fabricadas en bronce con el método de cera perdida. En el Museo Británico, en el Museo del Louvre de París y en el Arqueológico de Nápoles se hallan trompetas de bronce egipcias y romanas y en el Numantino de Soria se conservan algunas de barro cocido y de factura ibérica, unas rectas y otras curvas. También se conservan trompetas del Imperio persa en el museo de Persépolis (Irán). En la Cultura Nazca, se pueden encontrar trompetas de cerámica así como flautas; en las obras con instrumentos nativos del compositor peruano contemporáneo Miguel Oblitas Bustamante, se incluyen 4 de estas llamadas Nasca Qqueppas.

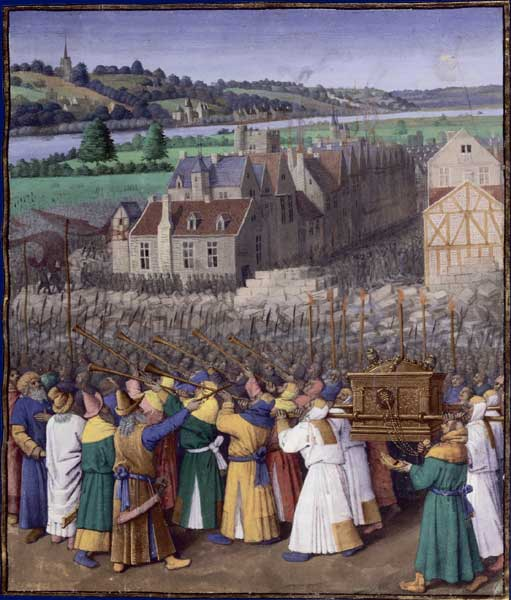
La toma de Jericó según un grabado de Jean Fouquet

Entre los pueblos hebreos la trompeta recibía el nombre de hazozra o chatzótzráh y tenía un carácter casi divino ya que atribuían su construcción a Moisés, siendo tocada únicamente por los sacerdotes para anunciar las asambleas y acompañar las consagraciones y los sacrificios. También tuvo uso militar y servía para levantar los campamentos nómadas o para dar la señal de alarma. La trompeta hebrea era corta, de unos 45 cm de largo, con un tubo cónico de plata batida que producía un sonido homogéneo e ininterrumpido, o bien en dúos de dos trompetas, es decir, articulando distintamente varias notas diferentes. También existía otro tipo de trompeta, el shofár que estaba fabricada a partir del cuerno de un animal kosher (carnero, cabra, antílope y gacela) y era utilizado en varias fiestas judías, así como en algunos servicios de otras religiones cristianas y judeocristianas.

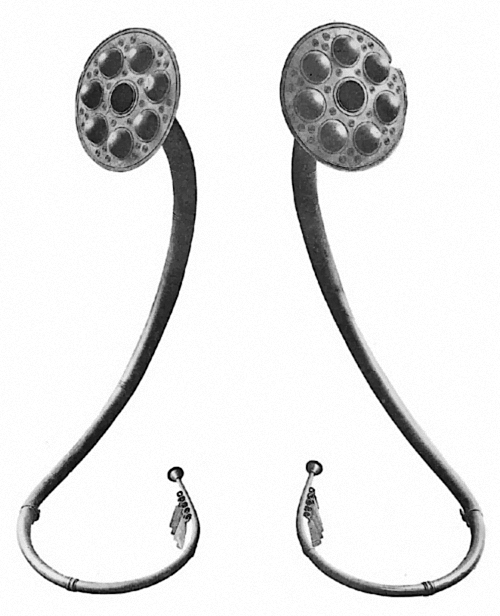
Lur, luur o lure germánico de bronce

Otros pueblos que conocían y desarrollaron diferentes trompetas fueron el germano y el celta. La forma primitiva de «ese» (S) cónica de los cuernos germánicos y escandinavos denominados lur, lures, lure o luur (1500-400 a. C.) era debida a que estaba construida con el colmillo de un mamut. Se conservan ejemplares en perfecto estado hallados en excavaciones arqueológicas realizadas fundamentalmente en Dinamarca. La lure medía entre 1,50 y 2,50 m de media, era ligeramente cónica y presentaba la forma de S. El tubo se componía de dos partes curvas de diferente longitud, la segunda de las cuales estaba situada en un plano distinto a la primera. Por lo general los ejemplares que se han descubierto aparecen unidos de dos en dos, de idéntico tamaño y simétricos, lo cual hace suponer que se tocaban por parejas afinadas al unísono, o bien simultáneamente, o en alternancia. Se colgaban en la bandolera y los dos músicos, uno junto a otro, debían sujetar cada instrumento en vertical por encima de su cabeza. Se han realizado intentos con los ejemplares mejor conservados en los se han conseguido los doce primeros armónicos y una escala cromática de una séptima a partir del sonido fundamental, pero es poco probable que los antiguos aprovecharon esta extensión sonora. El carnyx, karnix o karnyx celta era un instrumento de tubo recto que se dobla en ángulo recto, en forma de gancho, parecido a la trompeta y destinado a usos militares, construido enteramente en bronce y con la campana en forma de dragón. Este tipo de trompeta fue reproducido en el año 113 en el arco de Adriano, en Roma.
En torno al siglo IV a. C., los griegos ya incluían certámenes de trompeteros en el programa de los juegos olímpicos. La trompeta recibía el nombre de salpinx y su invención estaba atribuida a la diosa Atenea. Estaba fabricada en hierro o bronce, a veces de plata y era un tubo estrecho y con embocadura de cuerno o de hueso. Antes del pabellón, que era esférico y de dimensiones modestas, solían colocarse anillas decorativas o corredizas. La heredaron de los etruscos, que a su vez la habían heredado de los egipcios. También usaban el keras que era un cuerno cocido de animal y se usaba con fines militares.
Durante el Imperio romano el uso de las trompetas heredadas de griegos y etruscos adquiere una gran importancia social. Estaban fabricadas en plata y bronce y recibían diferentes nombres: buccina, cornus, salpinx, aduba, clario, tubesta, lituus o argia entre otros, así como diversas formas rectas o curvas. La más conocida de todas ellas era la tubesta o tuba que medía 1.17 m y era de forma cónica, con 1 cm de diámetro en la embocadura. El tubo cónico era de bronce, con una embocadura móvil y un pabellón ligeramente ensanchado; la tuba era utilizada en la infantería, pero también tuvo gran importancia en los combates de gladiadores junto con la trompa y el órgano hidráulico, utilizándose ocasionalmente en determinados sacrificios religiosos. El lituus, por el contrario, fue un instrumento de uso exclusivamente militar que se empleó en la caballería: era una larga trompeta cilíndrica, de dimensiones variables (de 75 cm aproximadamente a 1,40 m de largo) que tenía el extremo opuesto al de la embocadura doblado en forma de J, abierto sobre un pabellón a veces recortado. Como en el caso de la tuba, el tubo del lituus era de bronce. El timbre de estos instrumentos debía resultar sin duda poco agradable: los autores romanos califican el timbre de la tuba de «ronco» y «aterrador». El del lituus era más agudo y sin duda bastante más estridente. Los cuerpos de trompeteros romanos favorecieron el desarrollo de las trompetas utilizándolas para llamamientos, fanfarrias militares y civiles. En las esculturas romanas se puede observar que las trompetas aparecían en todas las procesiones.
Tanto la Biblia como Homero en la Ilíada corroboran la importancia de la trompeta en las ceremonias religiosas primitivas y el de su uso en las batallas, incluso se apunta en la Biblia que el sonido brillante de las trompetas fue el causante de la caída de la ciudad de Jericó.

Siete sacerdotes irán delante del arca del pacto, cada uno con una trompeta de cuerno de carnero y el séptimo día daréis siete vueltas a la ciudad mientras los sacerdotes tocan las trompetas.
Josué 6,4 

A continuación Joab ordenó que tocaran la trompeta, y las tropas dejaron de perseguir a los de Israel, porque Joab las detuvo.
II Samuel 18,16

Tocad la trompeta al llegar la luna nueva, y también al llegar la luna llena, que es el día de nuestra gran fiesta.
Salmo 81,3

Suena la trompeta llamando a la batalla; todos se preparan, pero nadie sale a luchar. Voy a castigar con ira el orgullo de Israel.
Libro de Ezequiel 7,14

Palas Atenea vociferó también y suscitó un inmenso tumulto entre los teucros. Como se oye la voz sonora de la trompeta cuando vienen a cercar la ciudad enemigos que la vida quitan; tan sonora fue entonces la voz del Eácida.
Canto XVIII de La Ilíada, Homero

El primer ángel tocó su trompeta, y fueron lanzados sobre la tierra granizo y fuego mezclados con sangre.
Libro del Apocalipsis de San Juan 8, 6-13

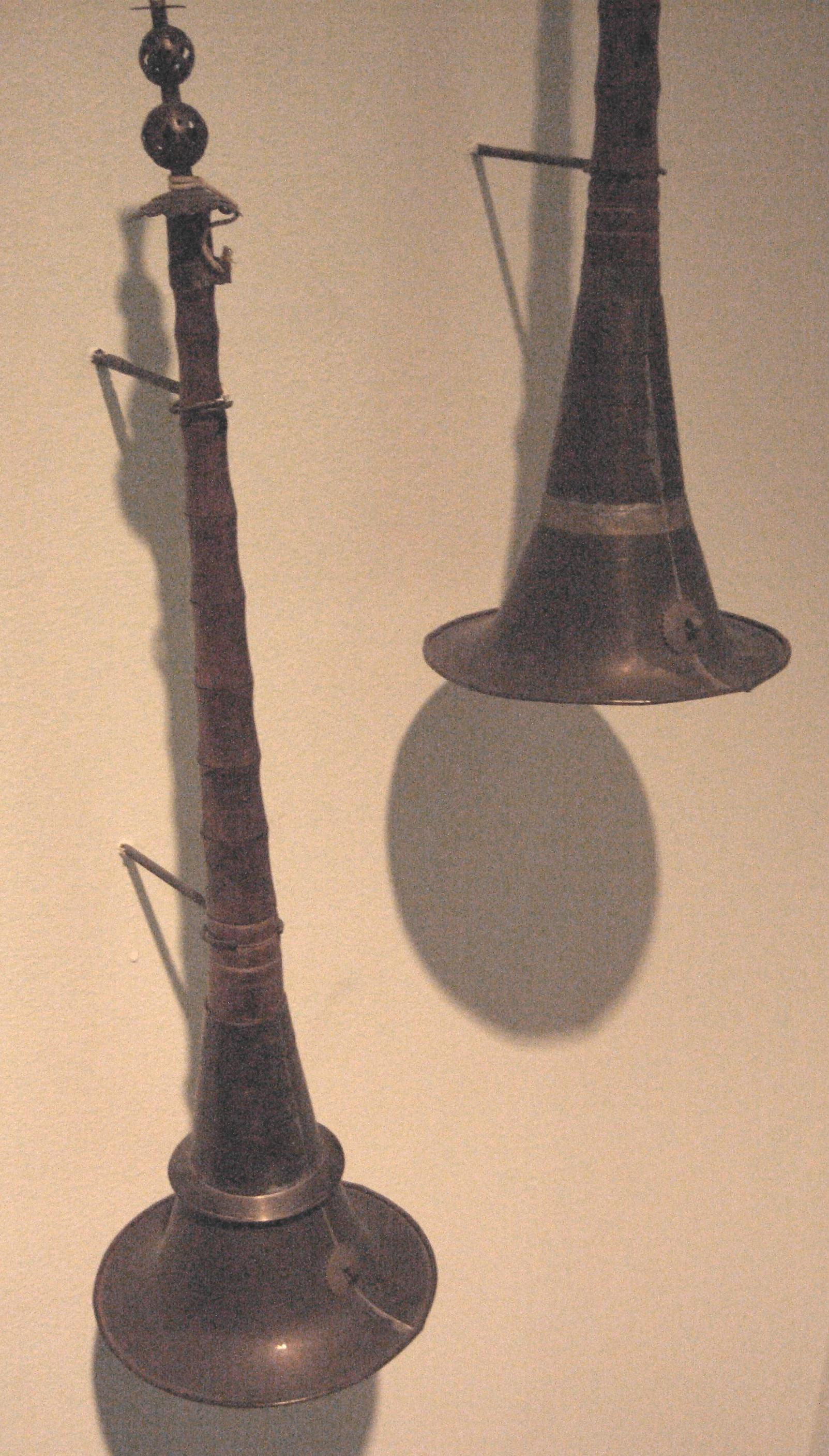
Suona, trompeta china

La cultura china contribuyó en gran medida en el desarrollo de la trompeta, aportando una curiosa trompeta compuesta por diferentes tubos cónicos que encajaban unos en otros telescópicamente. Otra aportación suya fue la trompeta helicoidal tocada por los marineros y sacerdotes budistas. También existía una trompeta llamada La pa o Laba y otra llamada suona que es un tipo de trompeta parecida al oboe de tonos altos y fuertes que puede tener siete u ocho agujeros. El suona fue muy popular en la primera Dinastía Jin (265-420) en las zonas de la región de Xinjiang y está formado por un tubo cónico de madera perforado de ocho orificios (siete en la parte delantera y uno en la trasera), un tubo de cobre y un silbato de caña (lo que le hace similar al oboe) en el extremo superior de la madera y un altavoz de cobre en el extremo inferior. Una versión de la suona es la corneta china, un instrumento que es aún muy utilizado como elemento melódico indispensable en la «conga santiaguera», tipo de música popular imprescindible en fiestas populares en la región oriental de Cuba, cuya capital es Santiago de Cuba, de ahí su nombre.
En los reinos de Java y Bali existía durante el siglo X unos pequeños conjuntos musicales en cuya formación se encontraba una trompeta de forma curva. En el Tíbet, desde el siglo VII la influencia india tiene como consecuencia la introducción de instrumentos como el dung-dkar, fabricado con una caracola y en ocasiones con embocadura de metal y con una prolongación hecha con una placa metálica, llamada ala (gshog-ma), muy similar al sankh de la India, y el wadun, fabricado con un cuerno. El mag-dun es una gran trompeta de sonidos graves y roncos que puede medir hasta 5 metros y es un instrumento característico y originario del Tíbet.

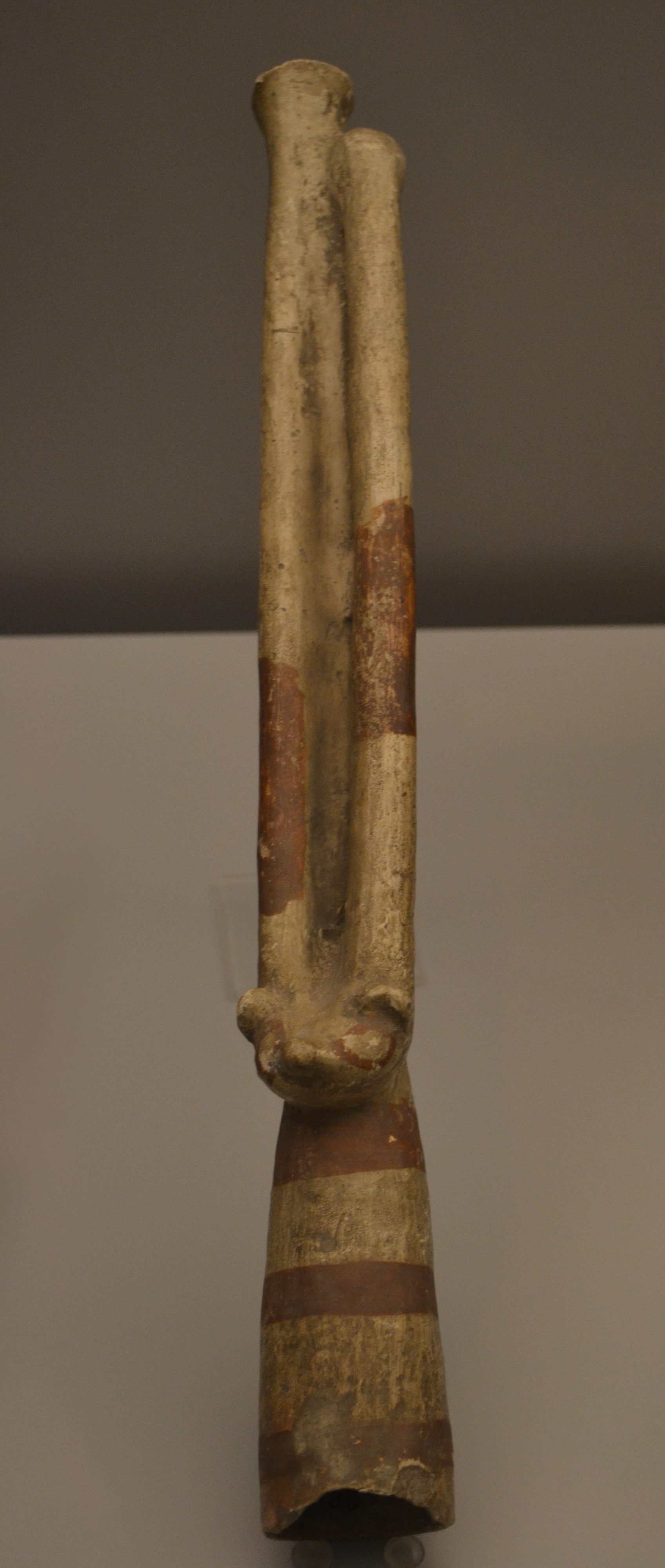
Trompeta de rosca aplastada mochica

En el área cultural andina, diversas civilizaciones confeccionaron trompetas sin pistones en cerámica, hueso, oro, plata y cobre. Destacan las trompetas de cerámica mochicas, puesto que frecuentemente estaban decoradas con pintura y motivos escultóricos como cabezas felínicas. También estaba extendido el uso de conchas de caracoles marinos, generalmente del género Strombus, a manera de trompetas. Tal instrumento era denominado pututo. Durante el Imperio incaico, los pututos representaban a la aristocracia incaica. Los chasquis lo empleaban para anunciar su llegada a un tambo o centro administrativo. 

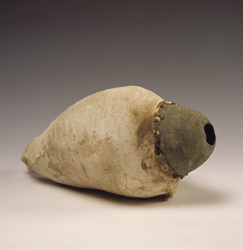
Pututo con boquilla metálica

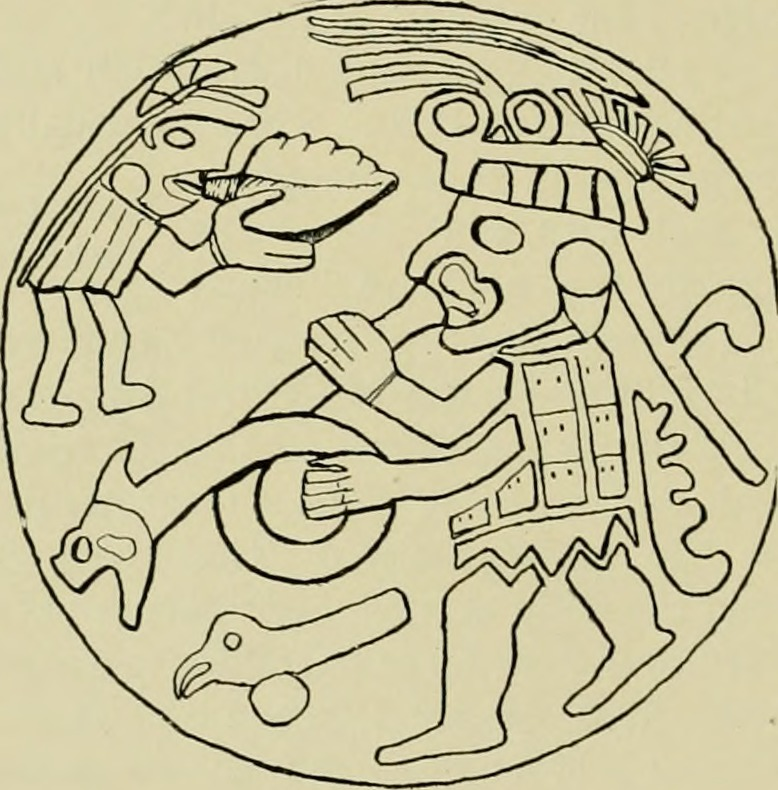
Trompetistas mochicas. La figura mayor está tocando una trompeta de rosca, mientras que la menor está tocando un pututo.

En Australia, las tribus aborígenes se servían de un instrumento que consiste en un tubo de madera largo y ahuecado que usaban en sus ritos y que recibe el nombre de didgeridoo o diyiridú. Es importante mencionar que todas estas trompetas no tenían pistones y solo manejaban entre 2 y 5 notas.

### Edad Media

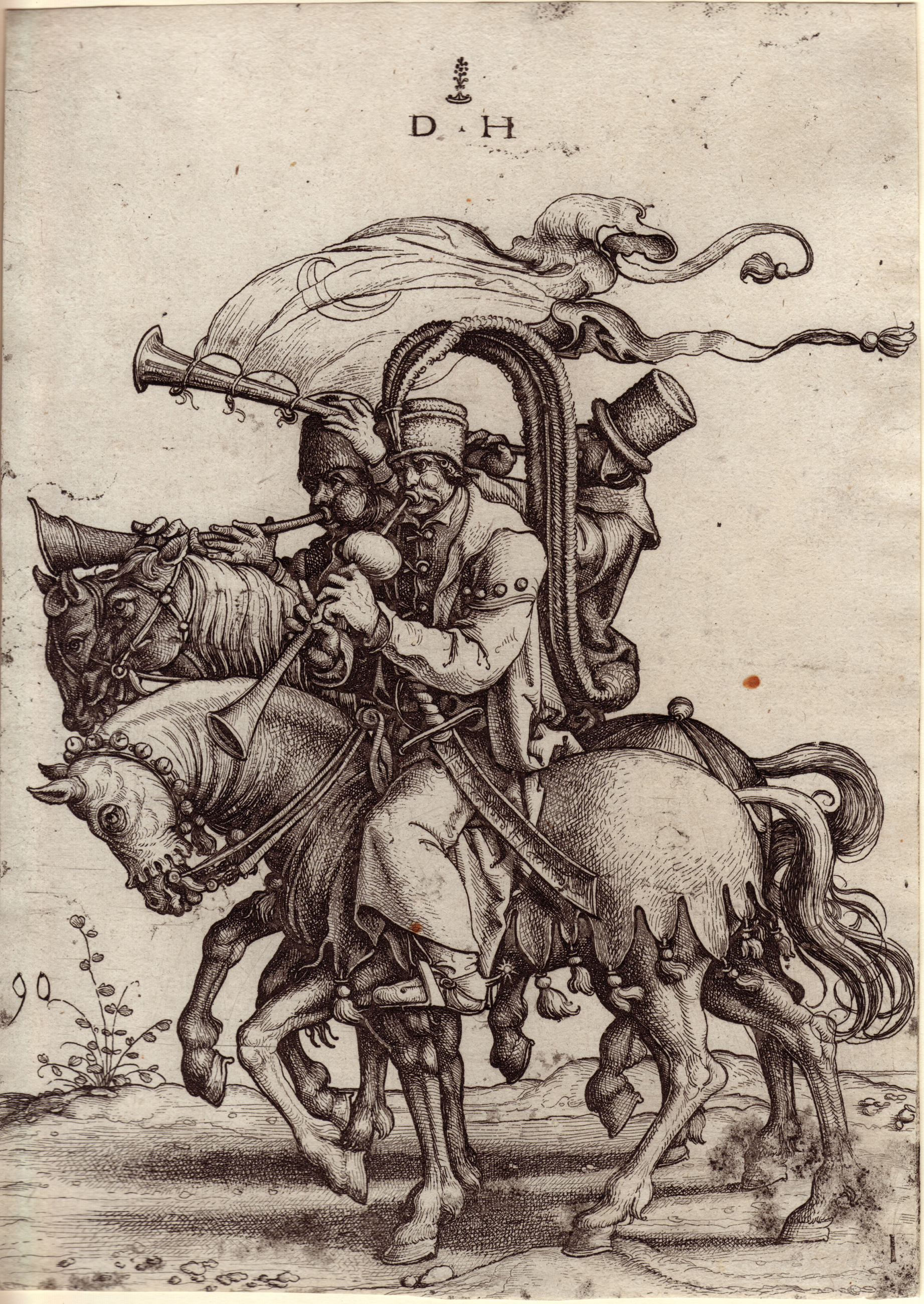
Trompetista turco y dos oboistas a caballo. Daniel Hopfer (ca 1470-1536).

La trompeta siguió siendo utilizada en batallas y ceremonias mucho después de la disolución de estos pueblos. En la Edad Media, con instrumentos hechos de aleaciones de metales, se iba notando una distinción entre dos ramas de instrumentos de viento metálicos: los que posteriormente evolucionarían a trompetas y derivado, conocida como claro, y los que se derivarían en los trombones y familiares, denominada buccina.
En un principio el claro era un tubo recto y largo, pero para hacerlo más fácil de transportar, se redujo la longitud del instrumento doblando el tubo en espiral, recibiendo el nombre de clarión.
El islam aporta varios instrumentos, las trompetas sarracenas son usadas por los musulmanes desde época muy antigua. Reciben el nombre de al-nafir o cuerno sarraceno que en España recibiría el nombre de añafil. El añafil era un aerófono recto, cuyo sonido surgía de la vibración de los labios del intérprete en una boquilla en forma de pequeño embudo. Este tipo de instrumento se encuadra generalmente dentro del grupo de las denominadas «trompas naturales», ya que no presenta orificios, llaves ni ningún otro elemento constructivo que altere la afinación o el timbre. Era usado principalmente para usos militares.
Durante esta época la trompeta adquiere popularidad debido a su gran sonoridad. Es el instrumento preferido de la nobleza. Los trompeteros y timbaleros tocan en fiestas solemnes, gozando de una posición social más elevada que el resto de los músicos. La trompeta se constituye en un elemento imprescindible para transmitir órdenes en el campo de batalla, en el castillo y pronto comenzaría a realizar funciones de entretenimiento para la nobleza. Esto dará lugar al nacimiento de trompetas trovadores de guerra y trompetas trovadores de corte o cámara.
Como dato curioso cabe destacar que durante la Edad Media a los músicos se les consideraba «no honorables». La Iglesia les negaba los sacramentos y solo cuando entraban al servicio de un noble o al servicio de una ciudad adquirían la condición de honorables.

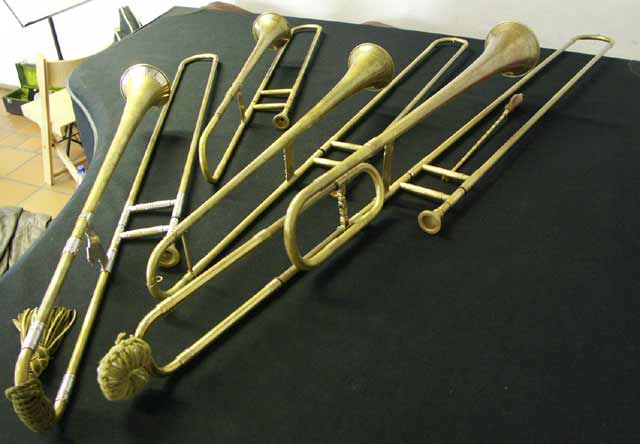
Cuatro sacabuches, dos tenores, un alto y un bajo.

Las trompetas antiguas eran de bronce fundido o planchas de hierro fino, eran rectas y sus embocaduras fueron una prominencia en el extremo del tubo hecha para apoyar los labios. A finales del siglo XIV la trompeta deja de ser recta, tomando en un primer momento la forma de ese (S) para hacerla más manejable y posteriormente fue tomando la forma actual con tubo cilíndrico en las dos terceras partes de su longitud para ensancharse en el último tercio y formar el pabellón. Paralelamente a esta evolución aparece la trompeta de varas o correderas que es la antecesora del trombón. Ésta consistía en la prolongación de la embocadura en el primer tubo del instrumento de esta forma la embocadura quedaba fija y el resto del instrumento se alejaba o volvía a sí. Se la denominó trompeta de corredera, doble trompeta o sacabuche, entre otros nombres.
La gran importancia de la trompeta en los conjuntos instrumentales medievales se advierte en el hecho de que, de los cuarenta y dos instrumentistas adscritos a la corte de Enrique VIII de Inglaterra, catorce eran trompetistas.

### El Barroco: se extiende su uso

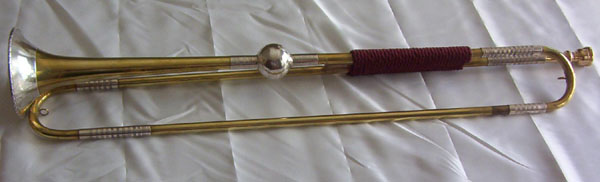
Trompeta barroca

La llamada trompeta natural fue el instrumento para el que escribieron Claudio Monteverdi, Jean-Baptiste Lully, Henry Purcell, Johann Sebastian Bach y Georg Friedrich Händel: se trataba de una trompeta vaciada en metal y de forma moderna (sección cilíndrica hasta el pabellón que se ensancha progresivamente), pero que no podía emitir debido a la presión del aire nada más que los armónicos naturales del sonido fundamental que venía determinado por la longitud del tubo (teóricamente, esta longitud debería ser 2,34 m). La trompeta natural estaba afinada en do, más corrientemente en re (en ocasiones en fa en la Alemania del siglo XVIII). Su sonoridad clara y penetrante, brillantísima, perfectamente adaptada a las interpretaciones al aire libre, hizo que se pasaran por alto sus limitaciones por lo que hay muchos pasajes que, aún tocados en modelos de válvulas, siguen pareciendo de una dificultad increíble. Las trompetas naturales que se tocaban en conjunto en fanfarrias eran idénticas, es decir, todas ellas estaban en la misma tonalidad: el músico que tocaba la parte superior utilizaba una embocadura más pequeña para facilitar la producción de notas sobreagudas. La actual trompeta de caballería es una trompeta natural.

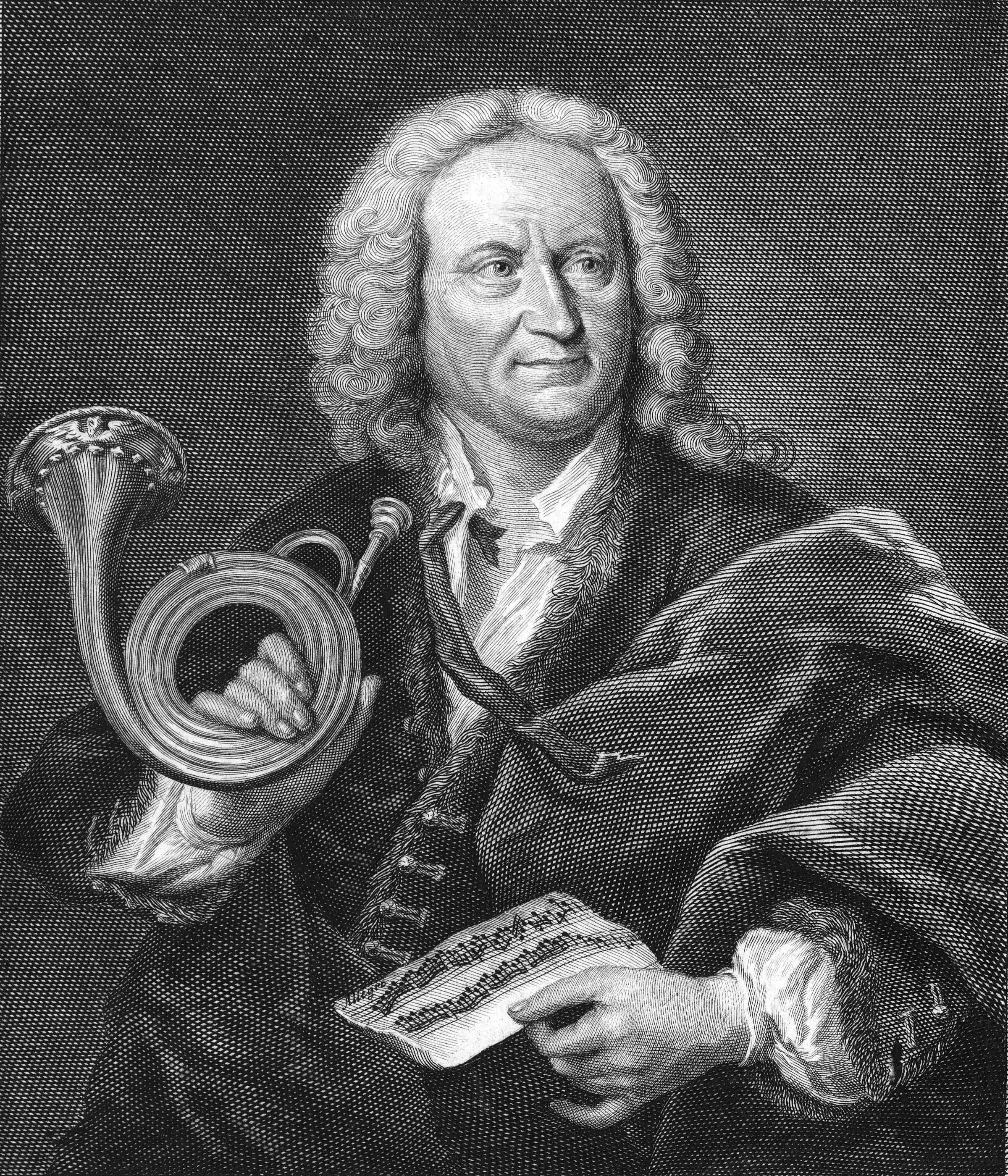
Gottfried Reiche, trompetista y compositor barroco. Fue el trompeta solista de Johann Sebastian Bach en Leipzig.

Se empleaba durante los siglos XVII y XVIII, tanto en Italia como en Alemania, la palabra clarino para designar a una trompeta natural de pequeñas dimensiones adaptada al registro agudo y después, poco a poco, acabó por aplicarse a cualquier parte escrita en este registro para trompeta de orquesta. Incluso en obras de Bach y Händel, las partes correspondientes al clarino se interpretaban con una pequeña trompeta afinada en Re, aunque el instrumento figura por primera vez de una manera explícita en la partitura de la ópera Orfeo (1607) de Monteverdi.
A comienzos del siglo XVII, el papel de la trompeta en los conjuntos orquestales no era muy importante, aunque existen excepciones. La ópera Orfeo, es la primera obra en la que se integra a la trompeta dentro de las formaciones orquestales y dentro de esta obra se puede encontrar una tocata para cinco trompetas de diferentes afinaciones. Hacia finales del siglo XVII, la trompeta comienza a tomar un papel más protagonista y a ser un instrumento muy utilizado en las agrupaciones orquestales. Apareció entonces el Modo per imparar a sonare di trompa, de Fantino (Método para aprender a tocar la trompeta), publicado en Fráncfort del Meno en 1638, que es un testimonio del amplio uso que se la daba al instrumento.
En el mismo período, Purcell empleó frecuentemente la trompeta. En su ópera Dioclesian, una trompeta y una voz de contralto cantan a dúo. Sus composiciones solían ir destinadas como era costumbre de la época a John Shore, trompetista de la corte y miembro de una familia de trompetistas que fue famosa durante todo un siglo. En esta misma época la gran mayoría de los compositores alemanes incluían la trompeta en los conjuntos orquestales.
Händel, poco tiempo después, escribió partes muy agudas y floridas para este instrumento, como su «Let the bright seraphim» (en Sansón) y «The trumpet shall sound» (en El Mesías). Händel indicaba en la partitura «Clarino I, Clarino II y Prinzipale», lo que demuestra que en aquella época aún se mantenía la misma distribución para los instrumentistas que se empleaba en las composiciones orquestales de la época de Monteverdi. Bach también compuso para la trompeta partes muy elaboradas, y en general, en un registro más agudo. La interpretación de dichos pasajes más elaborados y tan agudos era posible debido a que los instrumentistas se especializaban dependiendo de las características de los pasajes, unos en pasajes agudos y otros en los graves de las partes para trompeta. Así, el instrumentista encargado de tocar el clarino únicamente interpretaba los pasajes más agudos por lo que dichos pasajes terminaban siendo más fáciles en su ejecución.
Händel y Bach entonces, compusieron música en la que se le daba el papel protagónico a la trompeta y después de ellos, comenzó un periodo de decadencia de la trompeta, en la que fue degradada a un papel secundario. La trompeta se convirtió en un instrumento armónico de notas bajas y espaciadas, y de vez en cuando, en una parte más de la percusión, al ser siempre puesta en fortissimo en las partes finales de los movimientos de, por ejemplo, Mozart. Con Beethoven, la trompeta recupera cierta fuerza junto con los timbales, pero no la esperada.

### SiglosXVIIIyXIX: la trompeta de pistones

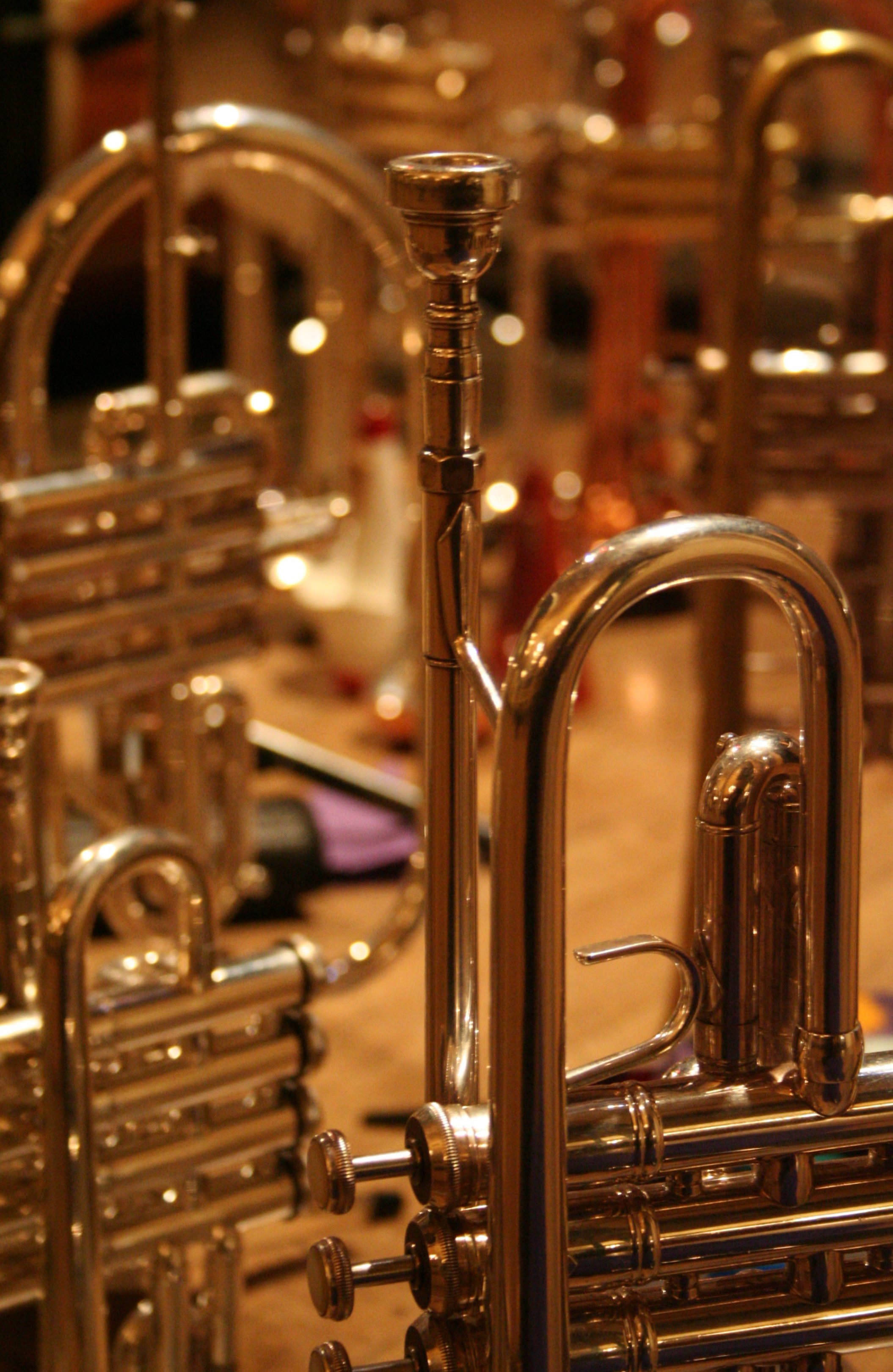
Trompetas de pistones

El proceso que permite dotar al instrumento de un cromatismo capaz de eliminar los inconvenientes presentados por las trompetas naturales comienza a finales del Barroco. Son numerosos los intentos realizados al respecto: tonillos o piezas de recambio, trompeta de tapadera, trompeta de correderas o de varas y por último la aplicación gradual de los pistones.
Las piezas de recambio permitieron durante algún tiempo obtener diferentes tonalidades al aplicarlas a la trompeta pero a lo largo del siglo XVIII se siguió investigando para elevar los acordes de los cobres por medio de llaves y agujeros. Fue Anton Weidinger investigador y virtuoso de la trompeta de llaves, que aplica al instrumento las llaves basándose en los mismos principios en los que se basa la flauta o el fagot. Esta trompeta constaba de 3 o 4 llaves colocadas al costado y gracias a esto podían hacer todas las notas de la escala diatónica y cromática. Haydn y Hummel escribieron para Weidinger sus famosos conciertos. A pesar del éxito la trompeta de llaves no se impuso, fue usada durante algunos años por bandas militares de Austria y de Italia, a finales de los años 1920 desapareció.
Tras los primeros intentos consistentes en ponerle llaves a la trompeta se pasó a ponerle una vara (esta forma tuvo cierto éxito en Inglaterra en gran parte debido a eminentes trompetistas defensores de su uso como T. Harper y J. Horton, entre otros). La inclusión de los pistones tiene lugar de manera paulatina, siendo el inventor irlandés Charles Clagget quien construye en 1790 una trompeta doble afinada en Re y Mi ♭ con una única embocadura y como innovación un pistón. Más tarde, hacia 1815, Blühmel y Stölzel inventarían el sistema de pistones que posteriormente sería mejorado por Adolphe Sax y Périnet (en 1839) hasta llegar a una forma muy parecida a la actual de J.P. Oates, pasando por las mejoras que introdujo Merry Franquin, profesor del Conservatorio de París, que han permitido a los ejecutantes modificar a voluntad la altura de los sonidos del instrumento. Dauverne en Francia construyó la primera trompeta de dos pistones y la inclusión del tercer pistón se produjo en 1830 de mano de Müller de Maguncia y Satter de Leipzig.
El primer compositor en usar la trompeta de pistones en la orquesta fue Halévy, en su ópera La judía de 1835. En su partitura escribe para dos trompetas de este género y dos trompetas naturales con tubos de recambio.
La trompeta de pistones llegó justo a tiempo para que Richard Wagner comenzara su música con gran aplicación de los sonidos metálicos de los instrumentos como el trombón y la trompeta, dándole un mayor papel protagonista. En la segunda mitad del siglo XVIII las orquestas se constituían corrientemente con dos trompetas (excepto para el acompañamiento de las obras corales, caso en el cual se escuchaban tres y hasta cuatro de estos instrumentos). Como norma general Wagner empleó tres, a fin de poder asignar a la trompeta acordes enteros. En su ópera Tannhäuser, un motivo especial lo lleva a emplear hasta doce trompetas. Desde Wagner los compositores de obras para orquesta han usado la trompeta sin ninguna clase de restricciones, siendo tres el número empleado normalmente.
Hasta finales del siglo XIX la trompeta de pistones no encuentra su puesto definitivo en la orquesta: Hector Berlioz seguía utilizando la trompeta natural y hasta 1920 se usará una trompeta de válvulas afinada en Fa que ya no es utilizada.

### SigloXX

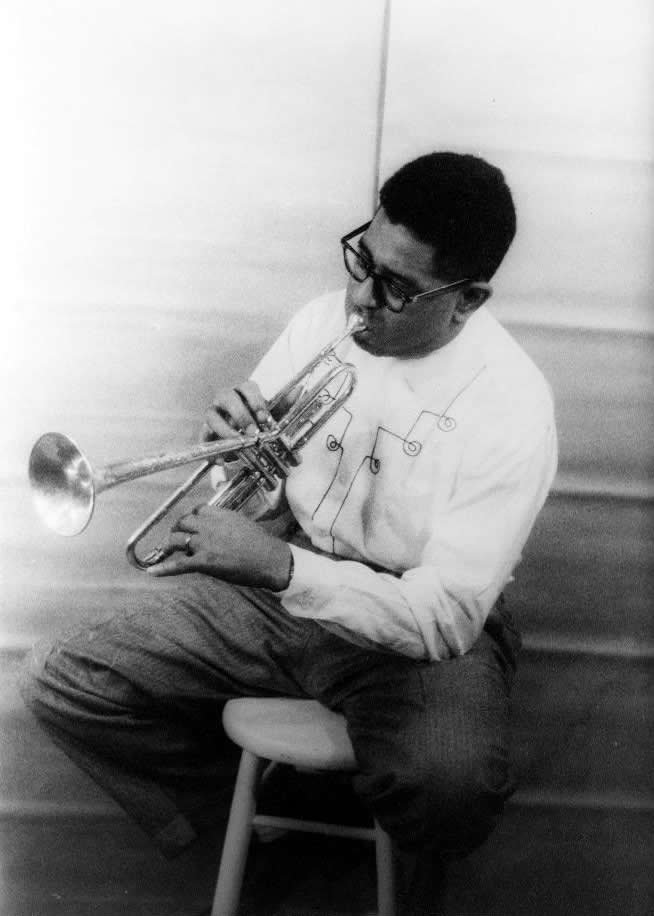
Dizzy Gillespie tocando su trompeta.

La trompeta en el siglo XX es un instrumento destacado en muchos y diferentes estilos musicales. Se puede encontrar en cualquier sala de conciertos sinfónicos o de cámara como solista o junto a otros instrumentos o en cualquier club de jazz.
Las partes en las obras que corresponden al clarino barroco se tocan con pequeñas trompetas de pistones denominadas trompeta píccolo, afinadas en si ♭-la y con cuatro pistones. Sin embargo, desde los años 60 vuelve a utilizarse nuevamente una trompeta natural en re a la que también se ha bautizado con el nombre de «clarino», muy apreciada en interpretaciones de música barroca.
A finales del siglo XX, el éxito lo ostenta la trompeta afinada en si ♭ aunque el timbre peculiar de la trompeta moderna en re haya sido empleada por compositores como Olivier Messiaen o Arthur Honegger (compositor que le dedicó a este último instrumento su Segunda sinfonía para orquesta de cuerdas y trompeta en re ad libitum). Ígor Stravinski también realizó composiciones para trompeta.
Hoy, la trompeta se usa en casi todas las formas de música, incluida la clásica, jazz, rock, blues, pop, ska, funk, mambo, guaracha, merengue, cumbia, salsa y polca.

#### La trompeta en el jazz
En la época posterior a la guerra civil estadounidense se podían adquirir cornetas por un bajo precio y las trompetas se empleaban en los funerales, en las bandas callejeras, en las de baile y en las de jazz. A partir del año 1927, casi todos los cornetistas, salvo unas pocas excepciones, se pasaron a la trompeta, ya que preferían su sonido más melódico y la mayor claridad de sus notas agudas y por ser más sencilla su ejecución. La trompeta siguió siendo durante un tiempo el instrumento principal en los pequeños grupos de jazz, e incluso en las bandas de swing. También es un instrumento destacado en el estilo Dixieland.
La trompeta que se suele emplear en el jazz tiene un tono fundamental en si ♭. En el jazz primitivo se empleaba la corneta, que en el siglo XIX desempeñaba el papel que más adelante se asignaría a la trompeta. El fliscorno posee un sonido más suave y los trompetistas lo han adoptado como segundo instrumento en las bandas de jazz, aunque algunos se han especializado en él, como Art Farmer. La aportación a la literatura para trompeta de músicos de jazz como Louis Armstrong, Joe King Oliver, Dizzy Gillespie o Miles Davis ha sido decisiva.

#### La trompeta en conjuntos de mariachi

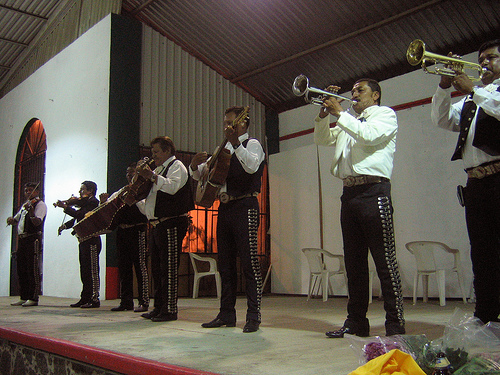
Conjunto de mariachi.

La trompeta es un instrumento fundamental en los conjuntos de mariachi. A principios del siglo XX, no era común la existencia de conjuntos de mariachi con instrumentos de viento. La flauta, el clarinete, el saxofón soprano, el trombón, el cornetín y la trompeta no se veían con frecuencia en los grupos tradicionalmente integrados por instrumentos de cuerda, como el violín, la guitarra o el guitarrón.
En la década de 1930 algunos mariachis de México, D.F. como Jesús Salazar, quien trabajaba con el Mariachi Tapatío de José Marmolejo, incorporaron la trompeta, que en los años 40 siguió cobrando fuerza hasta llegar a ser imprescindible para los conjuntos de mariachi. Pedro Infante grabó en 1949 las primeras canciones con un mariachi con dos trompetas, cosechando un notable éxito dicha innovación.
El uso de la trompeta en el mariachi alcanzó completa aceptación en 1952, cuando el conjunto Mariachi México, de Pepe Villa, grabó una serie de discos de gran éxito que efectuó el cambio decisivo en la instrumentación de los grupos de mariachi, que para los años 1960 en su mayoría incluían ya dos trompetas. Aunque existían excepciones como el Mariachi Vargas que seguía usando una sola trompeta casi hasta mediados de la década de los 60. Alrededor de 1964 uno de los primeros dúos de trompetas que tuvo el Mariachi Vargas fue el de los hermanos Pedro y Crescencio Hernández.
La trompeta es especialmente valorada en el son jalisciense.

## Tipos de trompeta

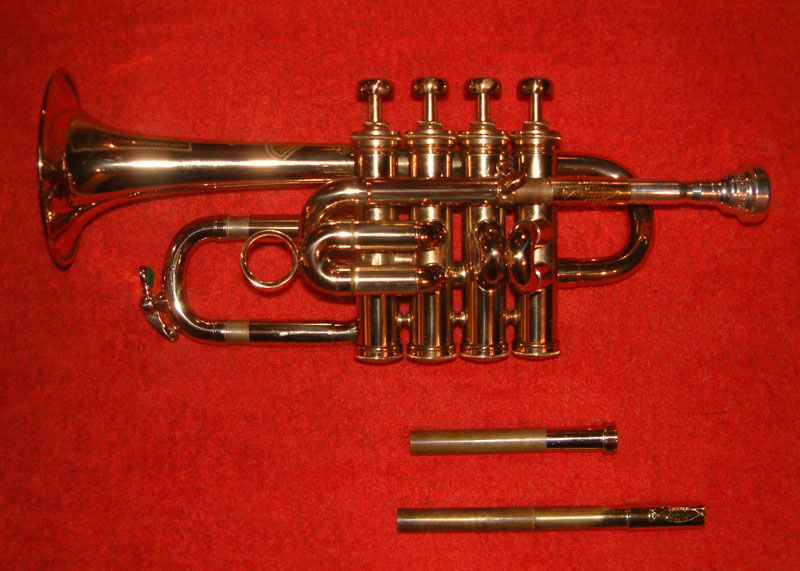
Trompeta piccolo de 4 pistones.

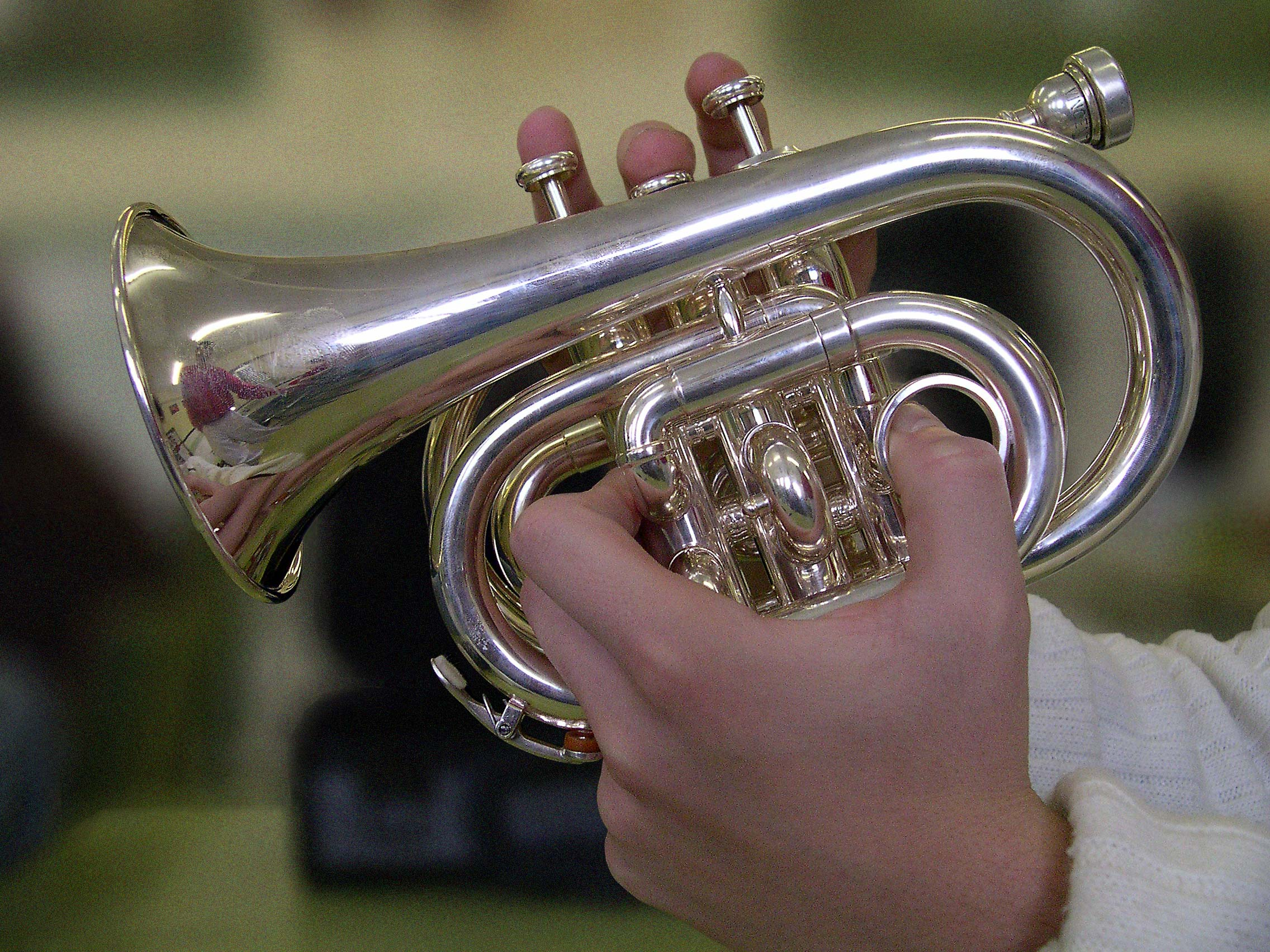
Trompeta pocket.

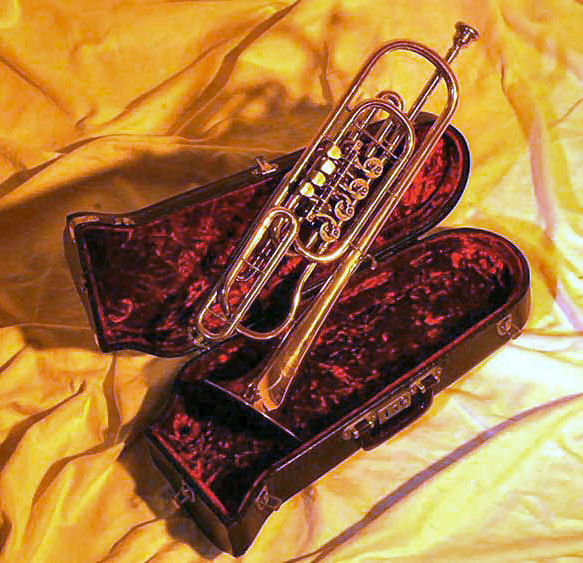
Trompeta baja de válvulas rotativas.

### Trompeta endoo ensi♭
Las trompetas corrientes están afinadas en do o en si ♭ y su tubo apenas supera un metro de largo. Tiene tres pistones y su extensión cromática, debida al mecanismo de los pistones, es de dos octavas y una sexta mayor. La trompeta en si ♭ suena un tono más grave que la trompeta en do. Este tipo de trompetas son normalmente usadas en las bandas de música, en las orquestas de jazz y en las orquestas sinfónicas (excepto en Francia y España donde se ha impuesto la trompeta en do, aunque la trompeta en si ♭ continúa siendo la más utilizada en estos ámbitos).

### Trompeta de varas
La trompeta de varas puede ser llamada «trompeta slide» o también «trombón soprano». La vara es proporcional al tamaño del instrumento y tiene las siete posiciones de un trombón convencional. Este instrumento está logrado para que niños de muy temprana edad, puedan estudiar el mecanismo de la vara, de cara a tocar el trombón de varas en un futuro.
La trompeta de varas tiene un registro exactamente igual a la trompeta tradicional de pistones, pero su ejecución es mucho más lenta comparada con la de los pistones. Normalmente la tonalidad de la trompeta de varas o trombón soprano es si ♭.

### Trompeta piccolo
La trompeta piccolo, también denominada trompeta barroca porque fue creada a finales del siglo XIX para interpretar obras barrocas (como las de Bach o Händel, por ejemplo), es más pequeña que el resto de trompetas y suena una octava más aguda que las demás y se alcanza con mayor facilidad el registro sobreagudo. Normalmente está afinada en la o en si ♭. Tiene cuatro pistones, aunque existen modelos con tres pistones. El cuarto pistón desempeña la función de transpositor y reduce en 5 semitonos la nota de la trompeta.

### Trompeta baja
La trompeta baja está afinada en do o en si ♭. una octava más grave que la trompeta normal y su tubo es más largo. Aunque fue utilizada por Wagner su uso no está muy extendido y se emplea en ocasiones excepcionales.

### Trompeta pocket
La trompeta pocket (trompeta de bolsillo) es una versión en miniatura de la trompeta tradicional. Tiene más curvas que una trompeta normal, por lo tanto, el recorrido que hace el sonido es igual de largo, pero la trompeta en sí ocupa menos espacio. Esta gran cantidad de curvas hace que en las octavas altas, el sonido de la trompeta se vaya volviendo más seco que el de una trompeta normal; requiere mayor presión al soplar, carece de slide.

### Trompeta de llaves
La trompeta de llaves es un tipo de trompeta que en lugar de usar pistones usa llaves. Este tipo de trompeta es utilizado en muy pocas ocasiones en las actuaciones modernas pero fue relativamente común su uso hasta la introducción de la trompeta de pistones a mediados del siglo XIX. Este instrumento era capaz de emitir solo la serie de los armónicos naturales según su afinación alterando la presión de los labios y del aliento por medio de la presión del músculo diafragmático. Por ejemplo, una trompeta afinada en do daría su serie de armónicos (do, sol, do, mi, sol, si♭, do...), lo que dejaba huecos en su tesitura baja aunque básicamente se defendiera en los registros altos. La trompeta de llaves inventada por Anton Weidinger se basaba en un sistema similar a la flauta o el fagot y se usó en bandas militares durante el siglo XIX, decayendo su uso a principios del siglo XX.

## Mantenimiento
En el aspecto estético las trompetas suelen llevar un barniz (lacado) un baño de plata o presentarse en crudo, en los dos primeros casos el acabado se degradará con el tiempo, una correcta limpieza periódica con paños suaves, humedecidos con agua o algún preparado específico para instrumentos de metal alargará en el tiempo su buen aspecto. El sudor de algunas personas puede estropear también esos recubrimientos allí donde la mano este en contacto con ellos, eso solo ocurre con algunas personas y para ellos venden fundas de cuero para la caja de pistones. 
En el aspecto funcional la trompeta debe ser limpiada internamente cada cierto tiempo con escobillas diseñadas a tal propósito a fin de eliminar posibles partículas sólidas y excedentes de aceite y grasa de las bombas y pistones que acaban ingresando en las tuberías.
La trompeta, a pesar de parecer a simple vista un instrumento rígido y fuerte por el hecho de ser metálico, en realidad es muy frágil a los golpes y caídas pudiendo ser abollada por la simple caída de una moneda sobre ella y siendo muy extraño que la caída de una trompeta al suelo desde una mesa no cause algún tipo de avería grave, abolladuras, roturas y en el peor de los casos una deformación en cilindro o pistón.

### Boquilla

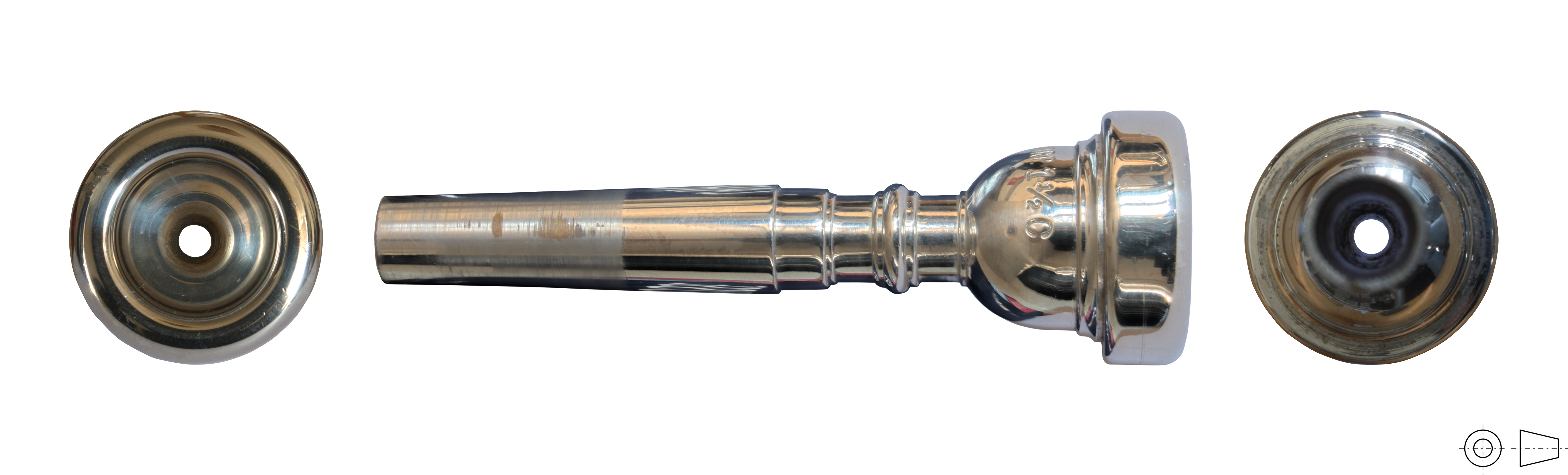
Boquilla de trompeta.

La boquilla y el tudel pueden dañarse fácilmente por un montaje impropio por lo que hay que realizar con cuidado dicha acción. La forma correcta es insertar suavemente la boquilla en el receptor y dar un leve giro para asegurarlo. Nunca hay que forzar la boquilla dentro del tudel, puesto que puede llegar a atrancarse. En caso de que esto ocurriera, no es recomendable en ningún caso usar herramientas de agarre (tenazas, alicates,... ) para quitar la boquilla atrancada sino que debe llevarse el instrumento a un establecimiento especializado en la reparación de instrumentos.
Los tipos de boquilla más usados cuando se empieza son los 7C;más adelante se utilizan los tipos de boquillas como la 1-1/2C, 1-1/4C, siendo los más comunes estos. La boquilla 3C ayuda para alcanzar las notas agudas.

### Pistones

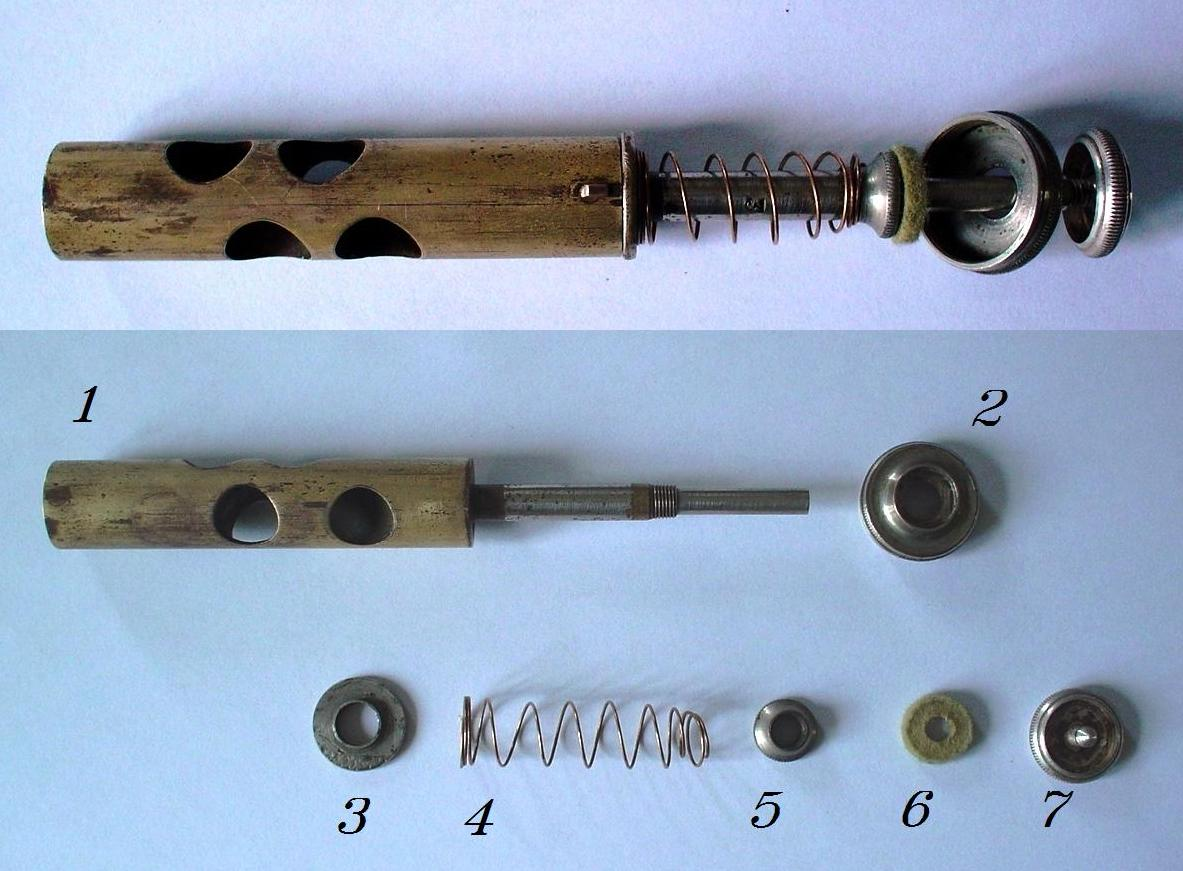
Pistón de una trompeta desmontado.

Cada uno de los 3 pistones va encajado en unos cilindros huecos que reciben el nombre de camisas. Los pistones y camisas son partes muy importantes de la trompeta, por tanto, es necesario poner mucho cuidado en no doblarlos ni rayarlos. Un correcto mantenimiento de los pistones exige el lubricado antes y después de cada uso de la trompeta. Para ello, es necesario sacar el pistón en línea recta, sin girar, y aplicarle 2 o 3 gotas de aceite lubricante específico para trompetas. Bajo ningún concepto debe usarse grasa para lubricar los pistones. Después se vuelve a colocar el pistón con cuidado apoyándolo en la camisa apropiada, alineando la guía del pistón con la ranura de la guía de la camisa. Se recomienda pulsar el pistón varias veces para que se cubra toda la superficie con el aceite lubricante.
Es recomendable una limpieza periódica de los pistones. Para ello, es necesario sacar el pistón en línea recta, sin girar, y dejarlo sobre una superficie limpia y que no raye el pistón. Con un cepillo de pistones se limpia el interior de la camisa. En caso de no disponer de dicho cepillo, se recomienda el uso de un paño doblado o una varilla envuelta en tela de algodón. Se limpian los pistones de cualquier tipo de suciedad acumulada en su superficie u orificios y se vuelven a introducir en sus correspondientes camisas, aplicándoles 2 o 3 gotas de aceite lubricante.
Cada cierto tiempo es recomendable cambiar los fieltros que sirven de amortiguación en los finales de carrera del pistón ya que estos se degradan con el uso.

### Bombas
Al contrario que en el caso de los pistones, se recomienda usar grasa para lubricar las bombas. La grasa de bombas mantiene las bombas herméticas y las dota de un movimiento suave, por tanto es un factor esencial en el cuidado de la trompeta. Para realizar el mantenimiento de las bombas es necesario quitar la bomba presionando el pistón correspondiente. A continuación, se inserta una esquina de un paño de algodón limpio a través del agujero de la bomba y se limpia cualquier tipo de suciedad dentro y fuera de ella, así como en la superficie de las bombas interiores. Se aplica una pequeña cantidad de grasa de bombas y se introduce varias veces consecutivas la bomba para que la grasa quede extendida uniformemente.

## Obras destacadas

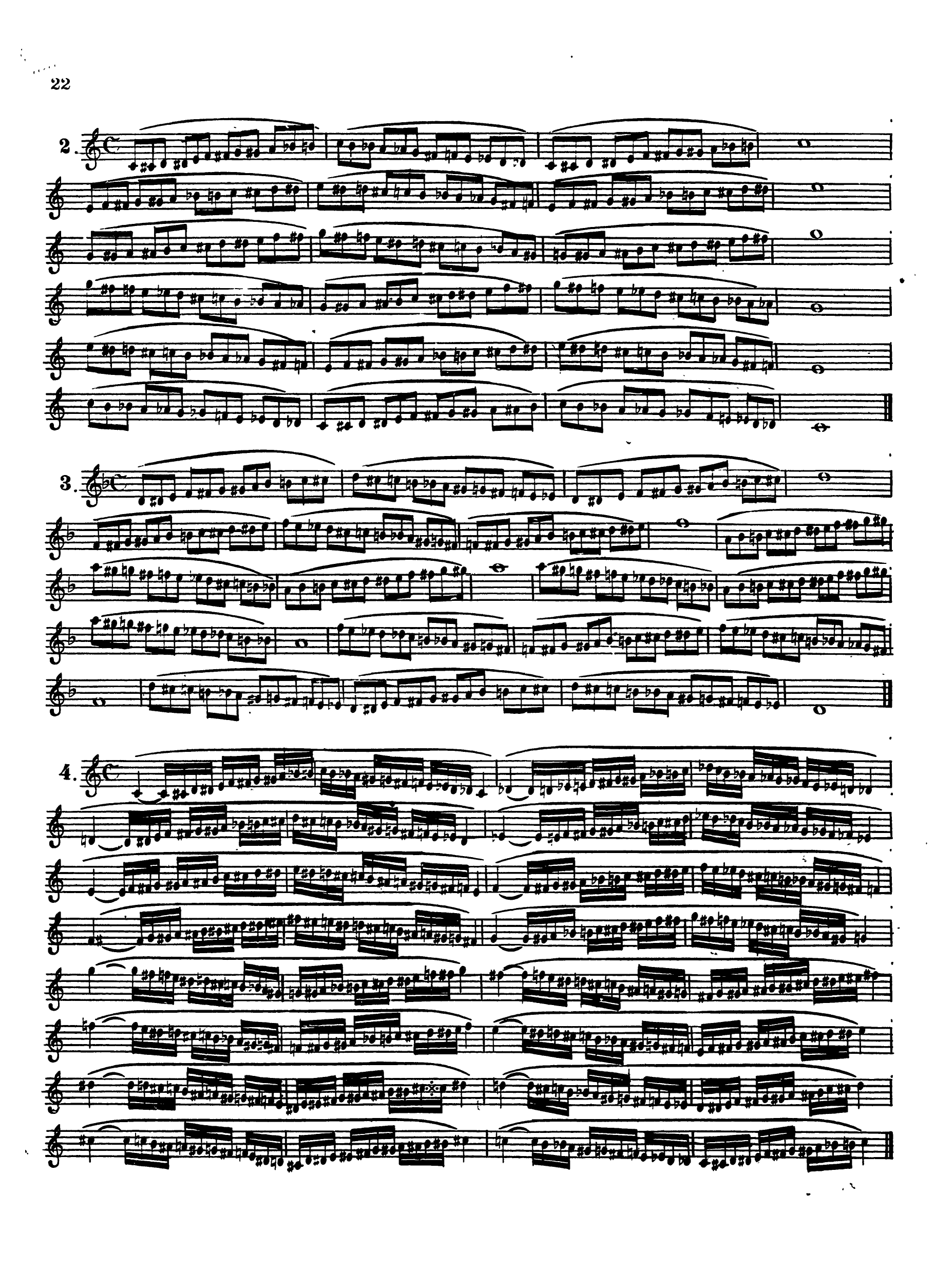
Ejercicios de escalas cromáticas del método de Jean-Baptiste Arban.

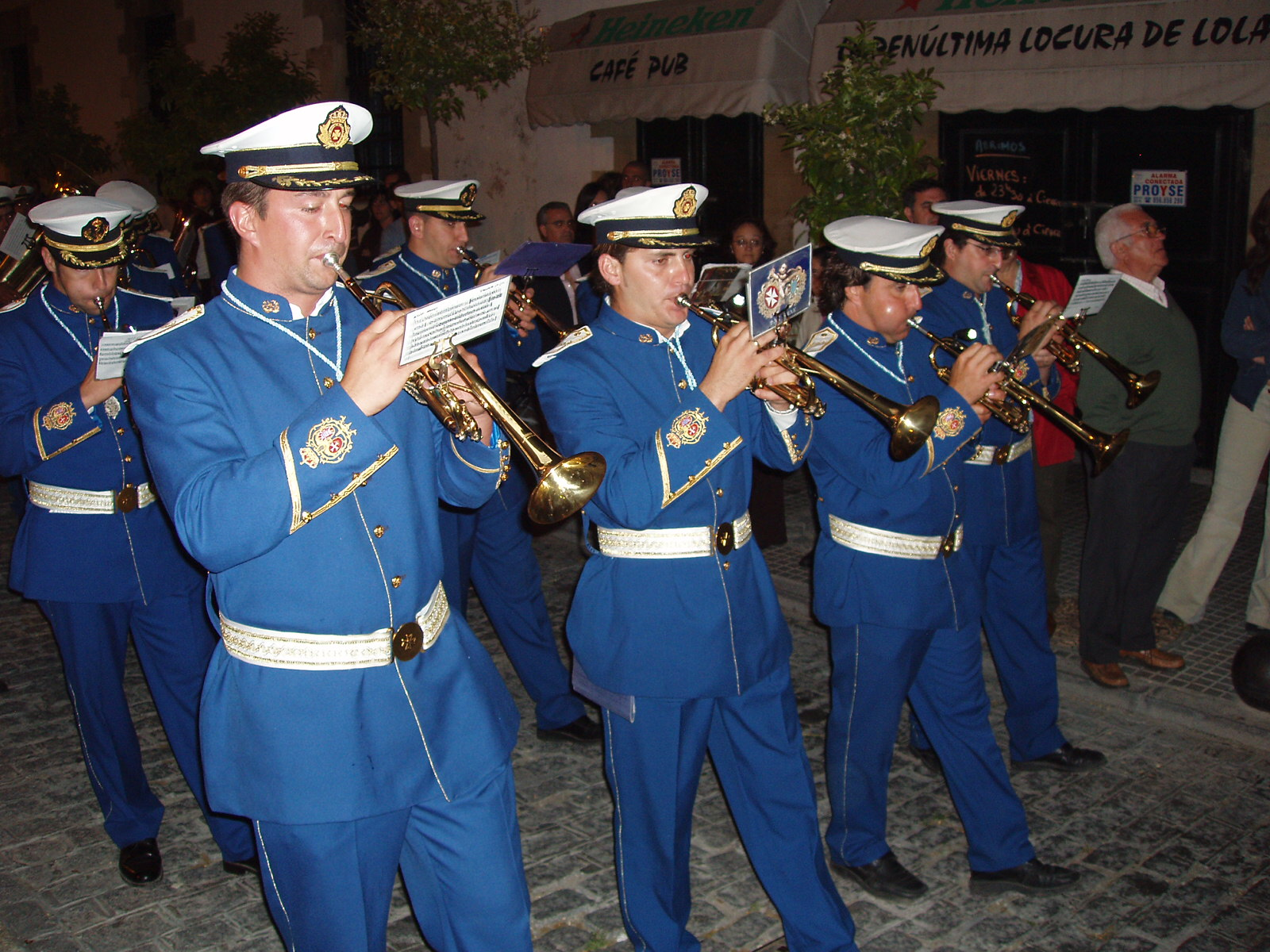
Varios trompetistas de una banda de música.

### Obras para trompeta solista
- Fantasía para trompeta (1969), de Malcolm Arnold.
- Concert for Trumpet and Orchestra (1950), de Alexander Arutunian.
- Legende, de George Enescu.
- Kryl de Robeert Erickson.
- Eric Ewazen:
  - Concierto para trompeta.
  - Sonata para trompeta.
- Alexander Goedicke:
  - Concierto para trompeta.
  - Concierto Etude.
- Concierto para trompeta, de Edward Gregson.
- Exposed Throat, de H.K. Gruber.
- Concierto para trompeta y orquesta en mi♭ mayor, de Joseph Haydn.
- Concierto para trompeta y orquesta de cuerdas en Re Mayor, de Georg Philipp Telemann.
- Sonata para trompeta y piano, de Paul Hindemith.
- Sonatina para trompeta y piano (1950), de Bertold Hummel.
- Concierto para trompeta y orquesta en mi mayor, de Johann Nepomuk Hummel. Habitualmente es transportado a mi♭ mayor.
- Sonata para trompeta y piano, de Kent Wheeler Kennan.
- Sonatina para trompeta (en do o si) y piano, de Bohuslav Martinů.
- Concierto para trompeta y orquesta, de William Perry.
- Sonata para trompeta y piano, Halsey Stevens.
- Henri Tomasi:
  - Concierto para trompeta.
  - Tríptico.
- Concierto para trompeta y orquesta (1996), de John Williams.
- Andante and Allegretto para trompeta y piano de G. Balay.
- «Rustiques». Concierto para trompeta y piano de Eugène Bozza.
- «Sonata VII» de Arcangelo Corelli para trompeta y piano.
- Sonata para trompeta y piano de J. Hubeau.

#### Para trompeta natural o trompeta piccolo
- Michael Haydn:
  - Concierto para trompeta en Re mayor.
  - Concierto para trompeta en Do mayor.
- Concierto n.º 1, n.º 2 y n.º 3, de Johann Melchior Molter.
- Concierto para trompeta en Re mayor, de Leopold Mozart.
- Concierto para trompeta, cuerda y continuo en Re mayor, de Georg Philipp Telemann.
- Sonata en Re mayor, de Giuseppe Torelli.
- Sonata para trompeta y cuerdas en Re mayor, de Henry Purcell.

### Otras
- Johann Sebastian Bach:
  - II Concierto de Brandeburgo BWV 1047 (1721).
  - Cantata BWV 51 (1731) de Johann Sebastian Bach.
- Georg Friedrich Händel:
  - Música acuática (1717)
  - El Mesías (1741).
  - Sansón (1743).
  - Música para los reales fuegos de artificio (1749)
- Obertura Leonora n.º 3 (Op. 72a) (1806) de Ludwig van Beethoven.
- Hector Berlioz:
  - Les francs-juges (1826).
  - Waverly, obertura.
- Guillermo Tell (1829), de Gioachino Rossini.
- Les Huguenots (1836), de Giacomo Meyerbeer.
- Richard Wagner:
  - Rienzi (1842).
  - Los maestros cantores de Núremberg (1867).
  - Tetralogía de El anillo del nibelungo (1848-1874).
  - Preludio de Parsifal (1882).
- La Marcha Triunfal o Marcha de las trompetas de la ópera Aida (1871) de Giuseppe Verdi.
- Sinfonía número 5 (1902) de Gustav Mahler.

## Trompetistas famosos

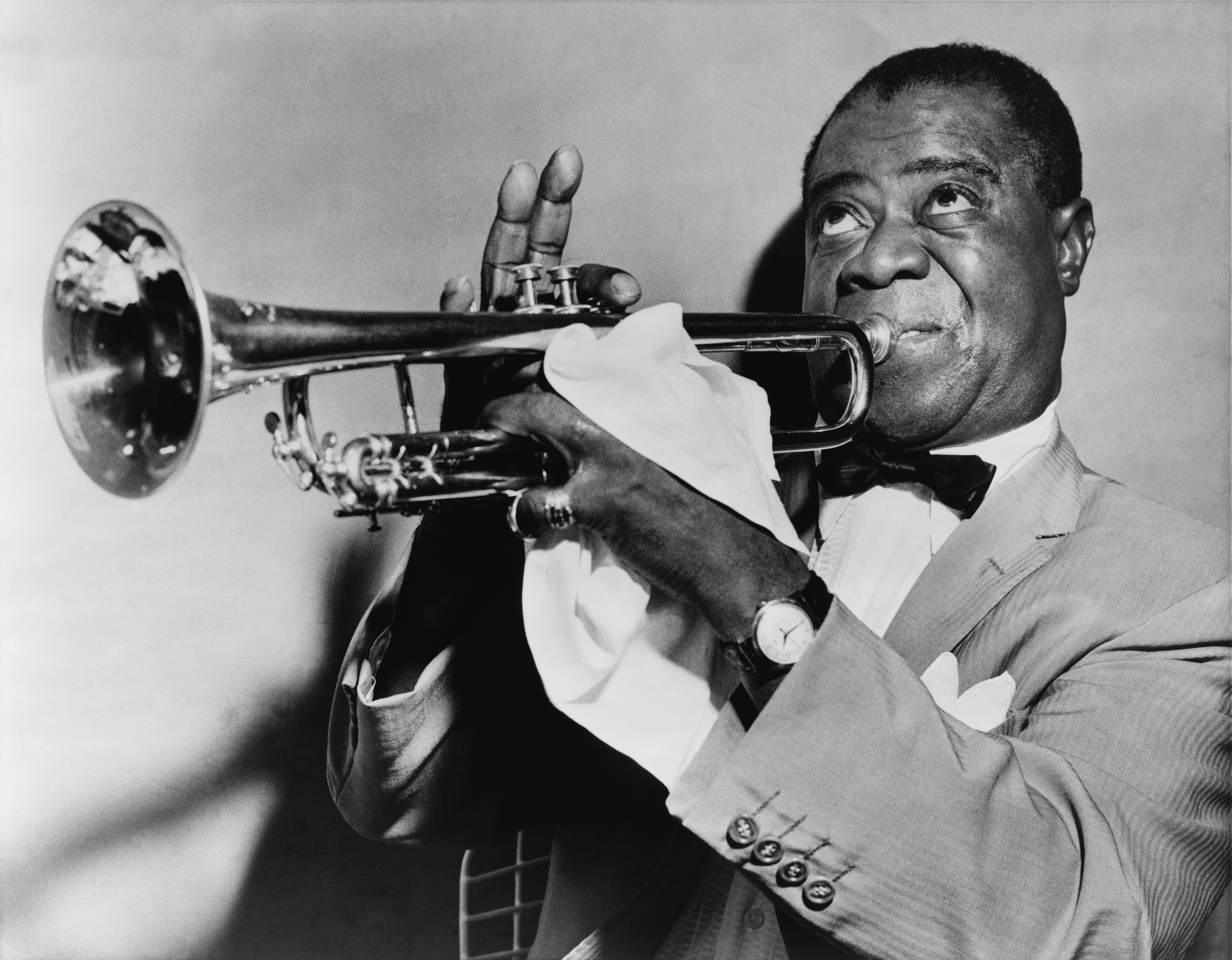
Louis Armstrong.